# Trofeu Audi Cup
El trofeu Audi Cup és un torneig amistós organitzat pel Bayern de Múnic en substitució de la "Copa Beckenbauer" a la ciudad de Múnic.
El Bayern invita a la competició tres equips més els quals juguen dues semifinals. Els que perden disputen un partit pel tercer o quart lloc, mentre que els dos guanyadors es classifiquen per a la final.
El torneig es va disputar per primera vegada l'any 2009. Els equips invitats foren: el Manchester United FC, l'AC Milan i el Boca Juniors. L'equip local va guanyar en la tanda de penals al Manchester United i es va proclamar campió.
L'any 2011 es va tornar a organitzar el torneig. L'AC Milan va tornar a ser convidat, juntament amb el FC Barcelona i el Sport Club Internacional. L'equip blaugrana va ser el guanyador del torneig, vencent l'equip local per 2 gols a 0.

## Edicions
| Any  | País      | Campió          | Resultat             | Subcampió            | País       | Estadi                  |
| ---- | --------- | --------------- | -------------------- | -------------------- | ---------- | ----------------------- |
| 2009 | Alemanya  | Bayern de Múnic | 0–0 (7–6 als penals) | Manchester United FC | Anglaterra | Allianz Arena, Alemanya |
| 2011 | Catalunya | FC Barcelona    | 2–0                  | Bayern de Múnic      | Alemanya   | Allianz Arena, Alemanya |
| 2013 | Alemanya  | Bayern de Múnic | 2–1                  | Manchester City      | Anglaterra | Allianz Arena, Alemanya |
| 2015 | Alemanya  | Bayern de Múnic | 1-0                  | Reial Madrid         | Espanya    | Allianz Arena, Alemanya |

## Equips amb més participacions
Dades actualitzades a l'Audi Cup 2015'
| Equip                | Participacions |
| -------------------- | -------------- |
| FC Bayern de Múnic   | 4              |
| Milà                 | 4              |
| Manchester United FC | 1              |
| Boca Juniors         | 1              |
| FC Barcelona         | 1              |
| Internacional        | 1              |
| Manchester City      | 1              |
| São Paulo            | 1              |
| Reial Madrid         | 1              |
| Tottenham Hotspur FC | 1              |